# 사쿠라지마정
사쿠라지마정(일본어: 桜島町)은 일본 가고시마현 가고시마만의 |사쿠라지마 남부에 위치했던 정이다. 1889년 기타오스미군 니시사쿠라촌이 성립해 1897년 기타오스미군이 가고시마군에 편입되어 가고시마군 소속되었다. 1973년 5월 1일에 정으로 승격해 가고시마군 사쿠라지마정이 되었다. 2004년 11월 1일 가고시마시에 편입되어 자치체로서는 소멸하였다.

## 개요
2004년 9월 말 현재 인구 4,766명, 세대수 2,021세대, 면적 32.19km2였다. 전국적인 관광지인 사쿠라지마를 활용한 마을 만들기를 실시하여 24시간 운항하는 사쿠라지마 페리 등 특색 있는 사업을 하고 있었다.
현재 가고시마시임에도 불구하고 가고시마시와 접해 있지 않아 가고시마시 본토와 사쿠라지마 지구를 연결하는 다리를 놓을 계획이 있다. 하지만 사쿠라지마의 경관을 크게 훼손할 우려가 있어 해저터널 방안도 일부 거론되고 있다.
또한, 가고시마시 모기정 모에자키 앞바다에 오키코지마, 가고시마시 다카멘쵸 앞바다에 신지마가 있으며, 전자는 오아자 요코야마, 후자는 오아자 아카미즈에 속해 있었다.

## 역사
- 1889년 4월 1일 - 정촌제 시행에 수반해 이전의 정역에 해당하는 기타오스미군 니시사쿠라지마촌이 성립하였다.
- 1897년 4월 1일 - 기타오스미군이 가고시마군과 통합되어 가고시마군 니시사쿠라지마촌이 되었다.
- 1973년 5월 1일 - 정으로 승격, 개칭해 가고시마군 사쿠라지마정이 되었다
- 2004년 11월 1일 - 요시다정·히오키군 마쓰모토정·고리야마정, 이부스키군 기레정과 함께 가고시마시에 편입되어 자치체로서는 소멸하였다.

## 교통

### 도로
- 국도 제224호선

## 자매 결연 도시
- 미국 플로리다주 마이애미 마이애미(1990년 11월 1일)

## 참고 문헌
- 角川日本地名大辞典編纂委員会,『角川日本地名大辞典 鹿児島県』1983, 角川書店